# Pilots dispersos
Els pilots dispersos són un tipus de pilots que s'introdueixen de forma no contínua en un senyal amb modulació COFDM i que permeten obtenir informació sobre l'estat de la transmissió. Aquests pilots es distribueixen al senyal mitjançant un patró de portadores que decidirà en quins punts s'hi introdueixen o no els pilots dispersos. Aquests, s'envien a una potència superior a la potència de la resta del senyal per a millorar la relació senyal-soroll (SNR), millorant així l'estimació de l'efecte del canal sobre el nostre senyal.
En un senyal transmès amb l'estàndard DVB-T el total de pilots dispersos és del 8% del total, mentre que a l'estàndard DVB-T2 pot anar de l'1% fins al 8% del total.

## Patrons de portadora
Cada patró està definit per dues característiques, Dx i Dy, que defineixen la situació dels portadors dispersos, on Dx és la separació de les portadores amb pilots dispersos i Dy és el nombre de símbols COFDM que són necessaris perquè el patró es repeteixi.
Existeixen 8 patrons que són els següents:

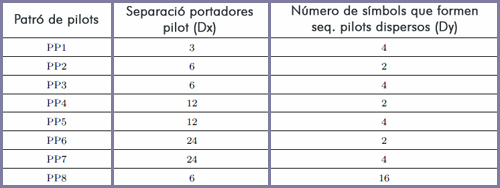
Paràmetres dels diferents patrons

Combinant aquests patrons amb la mida de la FFT i l'interval de guarda, aconseguim les diferents taules d'utilització dels diferents patrons. Aquestes taules varien segons si es transmet en mode SISO (Single Input-Single Output) o si es transmet en mode MISO (Multiple Input-Sigle Output).

## Característiques dels pilots dispersos
Posició dels pilots dispersos
Per a decidir la posició dels diferents pilots dispersos utilitzem la següent igualtat. Quan es compleix, vol dir que la portadora k del símbol OFDM conté un pilot dispers:
.

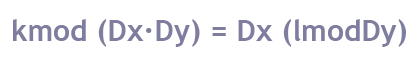
Fórmula per a la distribució de portadors dispersos

On l és el número d'un símbol, k és la posició d'una portadora i Dx i Dy són les característiques del patró utilitzat.
D'aquesta manera, si agafem el patró 1 (Dx=3 i Dy=4), la representació serà:
Amplitud dels pilots dispersos

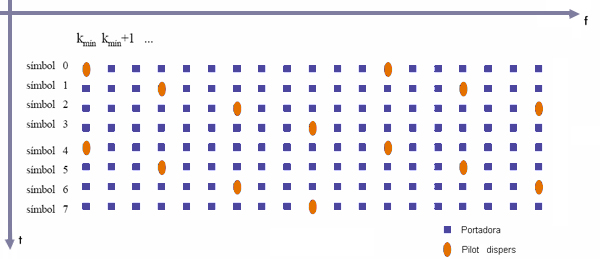
Representació gràfica del primer patró.

Com ja hem explicat abans, els pilots dispersos s'envien amb una potència superior (boost) que el de la resta del senyal, per millorar la SNR. Aquestes amplituds dels pilots dispersos depenen del tipus de patró utilitzat, essent més gran per als patrons que utilitzen Dx i Dy més grans.
En qualsevol cas, si en una posició hi ha d'haver un pilot continu i un pilot dispers, predomina l'amplitud del pilot dispers.
Modulació dels pilots dispersos
La modulació dels pilots dispersos està regida per la següent expressió:
(fórmula)
On Asp és l'amplitud del pilot, m és l'índex de trama, l és l'índex del símbol, k és l'índex OFDM de la portadora i r és una seqüència de referència que determina la modulació.